# Bruno Bellone
Bruno Bellone (Toulon, Francia, 14 de marzo de 1962) es un exfutbolista francés de ascendencia italiana, que se desempeñaba como delantero, más precisamente como extremo.
En el partido de los cuartos de final frente a Brasil en el mundial de México 1986, luego de un empate 1-1, en la tanda de penales pateó y estrelló su disparo en el poste, haciendo rebotar el balón contra la espalda del arquero brasileño y volviendo así a entrar en el arco. El gol fue concebido lícitamente y los jugadores brasileños protestaron para que anule el gol, pero el árbitro hizo caso omiso. Este gol le ayudó a la selección de Francia a ganar el partido 4-3 en los penales y así clasificar a semifinales donde cayeron en las ante Alemania Federal logrando finalmente el tercer puesto.

## Carrera internacional
Con la selección de fútbol de Francia, logró ganar la Eurocopa 1984 al vencer a España en la final.

## Clubes
| Club            | País                 | Año       | Partidos | Goles |
| AS Mónaco       | Principado de Mónaco | 1980-1987 | 205      | 55    |
| AS Cannes       | Francia              | 1987-1988 | 26       | 9     |
| Montpellier HSC | Francia              | 1988-1989 | 13       | 2     |
| AS Cannes       | Francia              | 1989-1990 | 31       | 5     |

- Datos: Q464828